# شيفرة المنديل

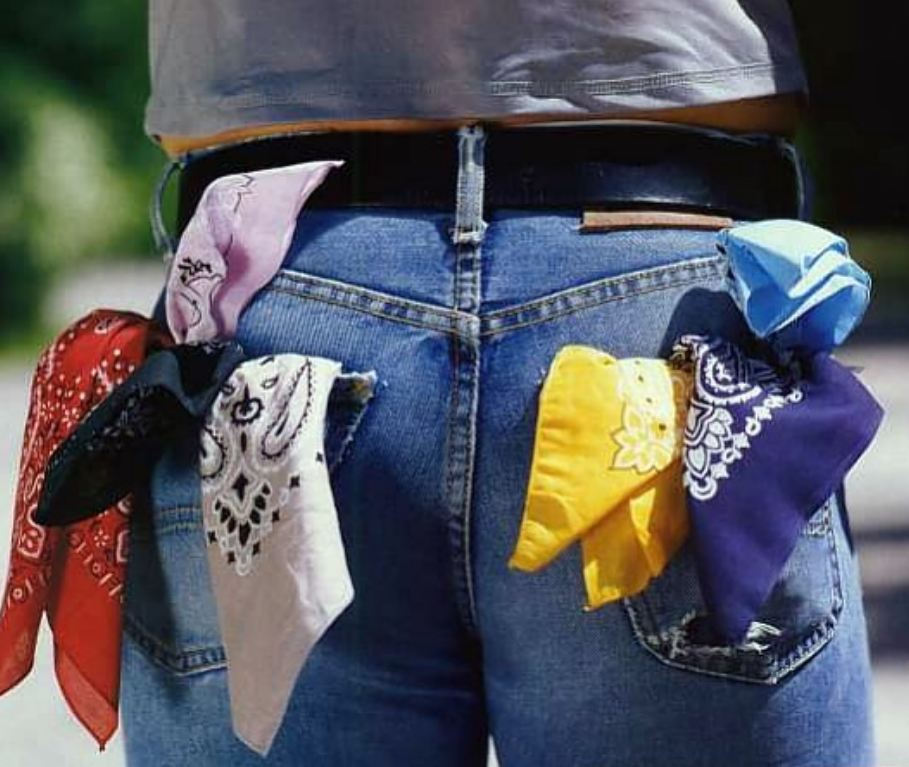
تشكيلة من المناديل

شيفرة المنديل (بالإنجليزية: The handkerchief code)‏ أو شيفرة الباندانا (بالإنجليزية: The bandana code)‏ هو نظام مبني على الألوان يستخدم عادة بين الرجال الشواذ الذين يسعون لممارسة جنس غريزي أو بين ممارسي البي دي إس إم في الولايات المتحدة، كندا، أستراليا وأوروبا، لتحديد الفيتيشيات الجنسية التي يفضلونها ونوع الجنس الذين يبحثون عنه، بالإضافة إلى وضعهم الجنسي (موجب أو سالب).
ارتداء منديل في الجانب الأيسر من الجسم يشير عادة إلى كون المرتدي «موجبا» (العضو النشيط الذي يقوم بالإيلاج خلال ممارسة الفيتيشية التي يحددها لون المنديل)، بينما يشير ارتداؤها في الجانب الأيمن من الجسم إلى كون المرتدي «سالبا» (العضو غير النشيط الذي يتلقى الاختراق خلال ممارسة الفيتيشية التي يحددها لون المنديل). كانت شيفرة المنديل تستخدم بشكل واسع في سبعينات القرن العشرين من طرف الرجال الشواذ والمزدوجين جنسيا.

## الأصل

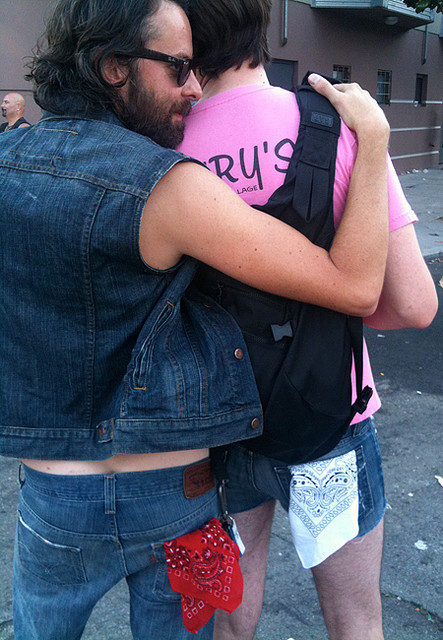

كان ارتداء عدد من الباندانا الملونة حول العنق شائعا في اواسط وأواخر القرن التاسع عشر بين رعاة البقر، مهندسي سكك القطارات البخارية وحفاري المناجم في ولايات الغرب الأمريكية. يعتقد أن ارتداء الرجال الشولذ للباندانا بدأ في سان فرانسيسكو بعد حمى ذهب كاليفورنيا حين طور الرجال الذين يرقصون مع بعضهم بسبب نقص في النساء نظاما يلعب فيه الرجل الذي يرتدي باندانا زرقاء دور الرجل في الرقصة ويلعب الرجل الذي يرتدي باندانا حمراء دور المرأة (كانت الباندانا ترتدى حول الذراع أو معلقة بالحزام أو متدلية من الجيب الخلفي لسروال الجينز).
يعتقد أن شيفرة المنديل المعاصرة بدأت في مدينة نيويورك في أواخر سنة 1970 أو أوائل سنة 1971 عندما قال صحفي لذا فيليج فويس بسخرية أن ارتداء مناديل مختلفة الألوان أكثر فعالية في تحديد الوضعية الجنسية من حمل المفاتيح. تنسب مصادر أخرى تطوير نظام الأحمر-الأزرق الأصلي للنظام المعاصر إلى جهود تسويق متجر The Trading Post للسلع الجنسية بسان فرانسيسكو، بحيث روج للمناديل بطباعة بطاقات تتضمن معاني الألوان المختلفة.
زعم آلان سيلبي مؤسس Mr. S Leather بسان فرانسيسكو أنه اخترع شيفرة المنديل مع شريكه في العمل في Leather 'n' Things سنة 1972، وذلك عندما ضاعف مزودهم بالباندانا طلبهم دون قصد فساعدتهم الشيفرة على بيع الألوان الإضافية التي استلموها.
بدأ رجل أعمال اسمه بوب دامرون سنة 1964 في نشر كتاب بعنوان Bob Damron's Address Book يتحدث فيه عن كل حانات الشواذ التي تعرف عليها أثناء اسفاره المستمرة حول الولايات المتحدة الأمريكية. وتضمن كذلك لائحة سنوية تفسر معنى كل منديل ملون تحت عنوان "COLOR CODES".

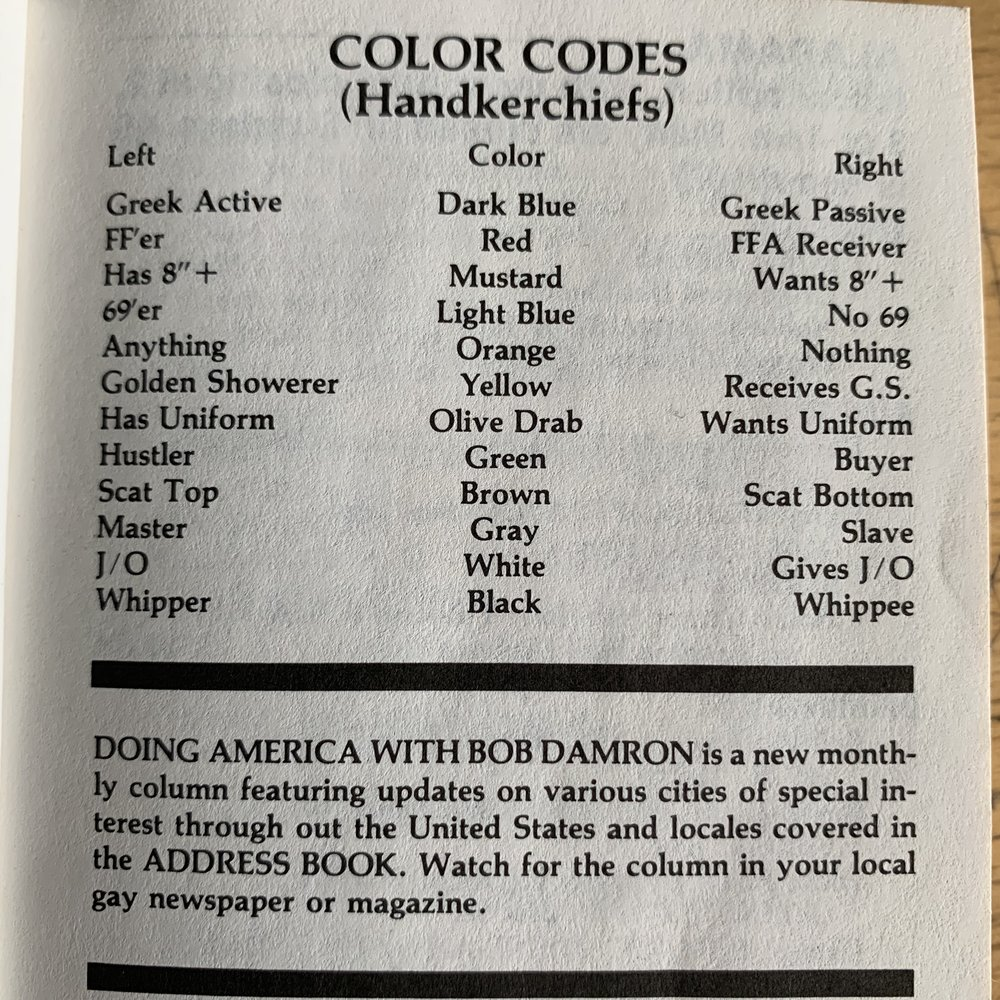
لائحة الألوان في كتاب Bob Damron's Address Book سنة 1980

## أمثلة
الجدول التالي أخد من كتاب The Leatherman's Handbook II (النسخة الثانية الصادرة سنة 1983؛ أما النسخة الأولى الصادرة سنة 1972 فلم تتضمن هذه القائمة) للاري تاونسند، ويعتبر بصفة عامة مصدرا موثوقا. يتضمن الجدول أيضا فكرة اليمين واليسار وعلاقتهما بالوضعية الجنسية؛ اليسار يشير إلى الموجب واليمين إلى السالب. يظل التفاوض مع الشريك المحتمل ضروريا لأنه وكما وضح تاونسند فقد يرتدي الناس منديلا في أي لون لأنه فقط يعجبهم ويمكن ألا يعرفو دلالته.
| اللون       | المعنى             |
| ----------- | ------------------ |
| أسود        | سادية              |
| أزرق (داكن) | جنس شرجي           |
| أزرق (فاتح) | جنس فموي           |
| بني         | الولع بالبراز      |
| أخضر        | دعارة/دعارة الذكور |
| رمادي       | بوندج              |
| برتقالي     | أي شيء             |
| بنفسجي      | ثقب الجسد          |
| أحمر        | إيلاج القبضة       |
| أصفر        | الولع بالبول       |

اللوائح الأطول التي توجد على الأنترنت أكثر دقة وعدة ألوان فيها قليلة الاستخدام، لكن بعضها يباع في متاجر مجتمع الميم مع بطاقات مجانية تبين معانيها.